# Kokikai aikido
Kokikai aikido (jap.: 光気会), škola japanske borilačke vještine aikido.

## Povijest
Školu je osnovao Shuji Maruyama, 1986. godine Maruyamu je u SAD-e poslao Hombu dođo. Dugo godina je podučavao aikido u SAD-u. Kad je Koichi Tohei napustio Aikikai da osnuje Ki aikido, Maruyama ga je slijedio. To je bilo u skladu s japanskom tradicijom borilačkih vještina, jer je on bio izravni učenik Toheija. Maruyama se odvojio od Ki aikida 1986. godine i osnovao organizaciju Kokikai.

## Odlika škole
Ime Kokikai znači „škola blistavog ki-ja“. Kokikai aikido naglašava prirodno kretanje, razvoj ki-ja (životne enegrije), dobro držanje i koordinaciju uma i tijela. To je borilačka vještina minimalizma koja se fokusira na postizanje efikasne tehnike uz malo fizičkog napora. Aksiom stila je „minimalni napor za maksimalan efekat“. 

## Vanjske poveznice
- Official Kokikai Aikido International website - USA
- Aikido Journal Online Feature on Shuji Maruyama
- With Shudo Maruyama Sensei: Cold Sake and Sensei’s Lessons  Arhivirana inačica izvorne stranice od 8. rujna 2015. (Wayback Machine)